# Edward J. Kay
Edward J. Kay (* 27. November 1898 in New York City; † 22. Dezember 1973 in Los Angeles County, Kalifornien) war ein US-amerikanischer Komponist für Filmmusik, der für fünf Oscars nominiert war.

## Karriere
Kay begann seine Laufbahn in der Filmwirtschaft Hollywoods Mitte der 1930er Jahre und wirkte als Komponist oder musikalischer Leiter bei rund 400 Filmproduktionen mit. Sein Debüt als Musical Director gab er 1936 in dem Film Federal Agent (1936) von Sam Newfield.
Seine erste Oscarnominierung erhielt er 1942 in der Kategorie Beste Filmmusik in einem Drama für den Film Herr der Zombies – Insel der lebenden Toten von Jean Yarbrough. 1943 folgte eine Nominierung für die beste Filmmusik in dem Filmdrama Klondike Fury von William K. Howard. 1945 wurde Kay für seine Arbeit in dem Musikfilm Belita tanzt (Lady, Let’s Dance) von Frank Woodruff nominiert. Im darauffolgenden Jahr war er gleich zwei Mal nominiert, für den Musikfilm Sunbonnet Sue von Ralph Murphy und für die Komödie G.I. Honeymoon von Phil Karlson.
Zu seinen weiteren Arbeiten zählen der Horrorfilm The Ape Man (1943) von William Beaudine, der Western Riding the California Trail (1947) von William Nigh sowie das Filmdrama The Checkered Coat (1948) von Edward L. Cahn. Zuletzt wirkte er als Musical Director bei dem Kriminalfilm Im Dschungel der Großstadt (1958) von Paul Landres mit.
Laut Internet Movie Database komponierte Kay auch die elektronische Musik für den von ihm koproduzierten Science-Fiction-Film The Creation of the Humanoids (1962) unter dem Pseudonym „I.F.M.“, Belege hierfür existieren jedoch nicht.

## Filmografie (Auswahl)
- 1941: Herr der Zombies – Insel der lebenden Toten (King of the Zombies)
- 1942: Klondike Fury
- 1942: Isle of Missing Men
- 1944: Belita tanzt (Lady, Let’s Dance)
- 1945: Brenda Starr, Reporter
- 1945: G. I. Honeymoon
- 1945: Sunbonnet Sue
- 1946: Blonder Lockvogel (Decoy)
- 1947: Black Gold
- 1946: Charlie Chan in Mexiko (The Red Dragon)
- 1946: Charlie Chan – Ein fast perfektes Alibi (Dark Alibi)
- 1946: Charlie Chan – Schatten über Chinatown (Shadows Over Chinatown)
- 1946: Charlie Chan – Gefährliches Geld (Dangerous Money)
- 1946: Charlie Chan – Die Falle (The Trap)
- 1947: Charlie Chan – Der chinesische Ring (The Chinese Ring)
- 1947: Der Rächer von Monterey (Robin Hood of Monterey)
- 1947: Das Land ohne Gesetz (Land of the Lawless)
- 1948: Abenteuer im Wilden Westen (The Dude Goes West)
- 1948: Todeszelle Nr. 5 (I Wouldn’t Be in Your Shoes)
- 1949: Bomba, der Dschungel-Boy (Bomba the Jungle Boy)
- 1949: Bomba und der schwarze Panther (Bomba on Panther Island)
- 1949: Weiße Banditen (Stampede)
- 1950: Unser Admiral ist eine Lady (The Admiral Was a Lady)
- 1950: Cowboyrache in Oklahoma (Sierra Passage)
- 1951: Ich war eine amerikanische Spionin (I was an American Spy)
- 1952: Teufelskerle des Ozeans (Torpedo Alley)
- 1953: Spionagenetz Tanger (Tangier Incident)
- 1953: Mit Winchester und Peitsche (Cow Country)
- 1954: Die Autofalle von Las Vegas (Highway Dragnet)
- 1958: Im Dschungel der Großstadt (Johnny Rocco)
- 1962: The Creation of the Humanoids